# Hiroshige Andō

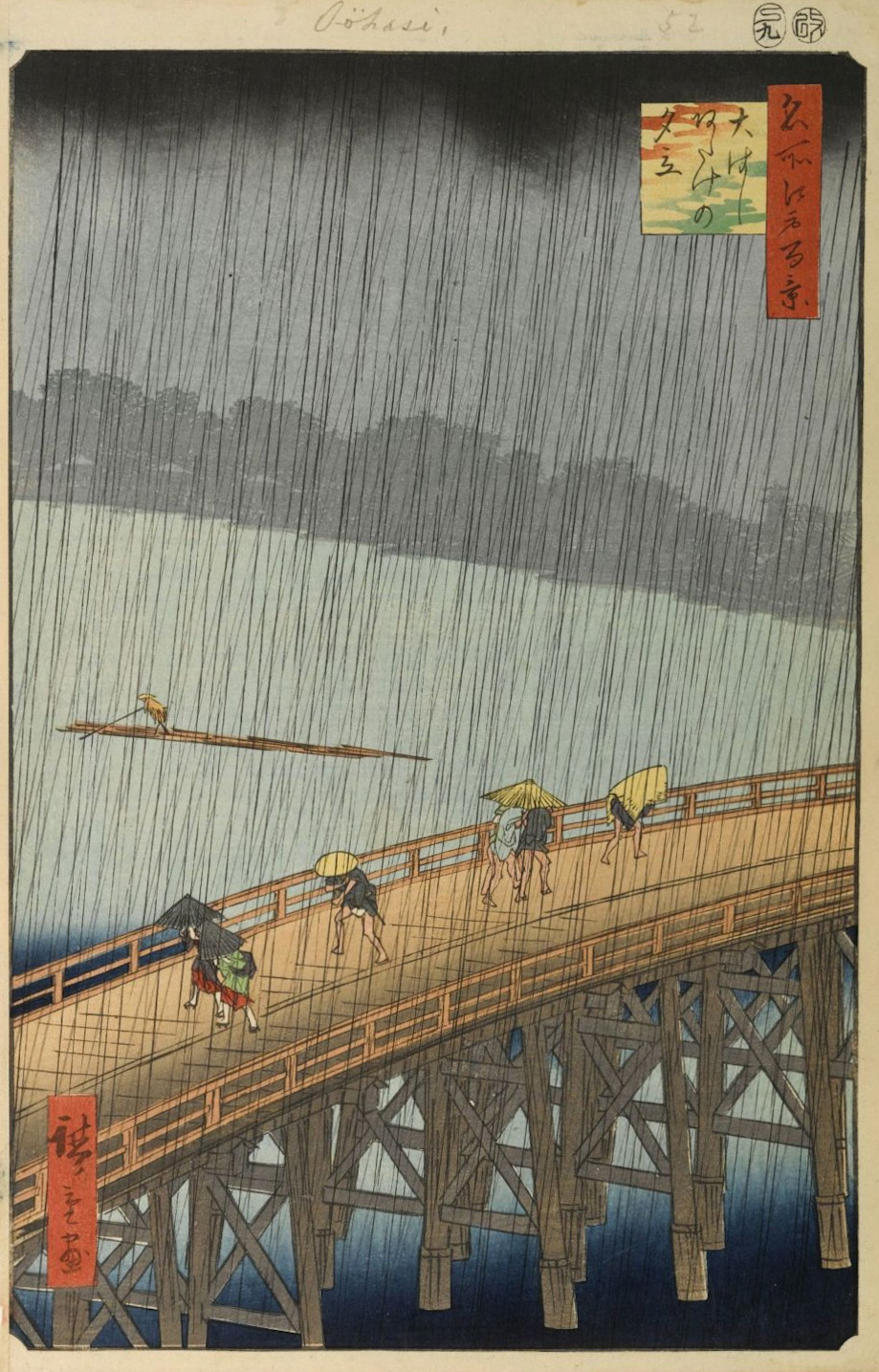
Wieczorna ulewa nad Wielkim Mostem i Atake z cyklu Sto znanych miejsc w Edo

Hiroshige Andō (jap. 安藤 広重 Andō Hiroshige; ur. 1797 w Edo, zm. 12 października 1858), zwany także Hiroshige Utagawa (jap. 歌川 広重 Utagawa Hiroshige) – jeden z najbardziej znanych japońskich malarzy, grafików i twórców ukiyo-e. 

## Życiorys
W dzieciństwie nosił imię Tokutarō. Był synem strażaka. W wieku dwunastu lat stracił rodziców. 
Imię Hiroshige przyjął w 1811 r., gdy rozpoczął naukę w pracowni Toyohiro Utagawy. Z tego powodu mógł używać nazwy szkoły Utagawa zamiast własnego nazwiska. 
Hiroshige wykonywał większość swoich prac w technice drzeworytu. Początkowo tworzył portrety, przedstawiające głównie aktorów i kobiety, ale w późniejszych latach stał się sławny dzięki pejzażom i obrazom natury. Wykonał tysiące kompozycji przedstawiających kwiaty i ptaki, ale także Edo, miasta i drogi. Do najsłynniejszych należą np. serie: Sto znanych miejsc w Edo (przyjmowane za wyjątkowe osiągnięcie szkoły ukiyo-e) i Pięćdziesiąt trzy stacje na gościńcu Tōkaidō. 
Hiroshige zmarł w czasie epidemii cholery w Edo.

## Twórczość
Jego twórczość stała się inspiracją dla Udo Kallera, Vincenta van Gogha, Jamesa McNeilla Whistlera, Paula Cézanne'a, Henri de Toulouse-Lautreca, Paula Gauguina i innych twórców impresjonizmu.
Część jego dzieł znajduje się w Muzeum Miedzi w Legnicy. Kolekcjonerem jego drzeworytów był m.in. Feliks Jasieński – zebrał ich około 2000. Wiele z nich jest prezentowanych w krakowskim muzeum „Manggha”. 
Wielbicielką twórczości Hiroshige była Wisława Szymborska (1923–2012), która poświęciła mu wiersz z tomu Ludzie na moście.

### Niektóre prace
- Poranek w Nihonbashi
- Lato – irysy przy Yatsuhashi i poeta Ariwara no Narihira (1844–1848)
- Grota na wyspie Enoshima (1832)
- cykl ok. 118 lub 119 prac pt. Meisho Edo hyakkei – Sto widoków Edo (dzisiejsze Tokio)
  - Nagła ulewa nad Wielkim Mostem w Atake (1857)
  - Wieczorny śnieg na wzgórzu Asuka (1832)
- Pięćdziesiąt trzy stacje na gościńcu Tōkaidō (1833–1834)
  - Deszcz w Shōno (1833)
- 36 widoków na górę Fudżi
- Sześćdziesiąt dziewięć stacji Kiso Kaidō (Nakasendō)

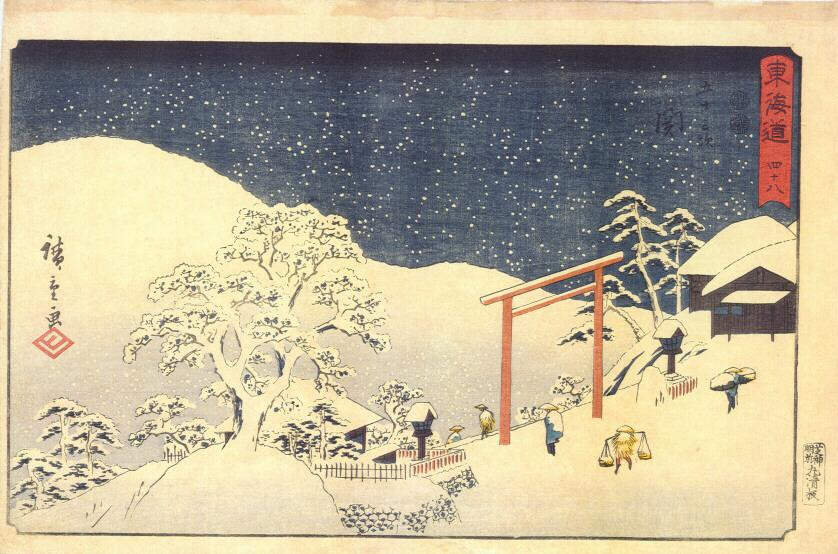
Obraz nr 48 z cyklu Pięćdziesiąt trzy stacje na gościńcu Tōkaidō